# Doa Best Selection "BALLAD COAST"
『doa Best Selection "BALLAD COAST"』（ドア ベスト・セレクション バラードコースト）は、2019年11月6日、GIZA Studioから発売されたdoaのベスト・アルバム。規格品番はGZCA-5294。

## 概要
デビュー15周年を記念した3部作の第3弾。前作『doa Best Selection "MIDDLE COAST"』から約2か月を置いてのリリースとなる。本作の「"BALLAD COAST"」はその名の通り「BALLAD」がテーマとなっており、人気曲の中からバラードテイストな曲18曲に加え、新曲「野の花」の合計19曲が収録されている。また、Musingオリジナル購入特典として、「徳永暁人 サイン＆メッセージ入りA5サイズカード」がプレゼントされる。

## 収録曲
全作曲・編曲：徳永暁人
1. はるかぜ
作詞：徳永暁人
9thシングル。
2. 心のリズム飛び散るバタフライ
作詞：徳永暁人
8thシングル。
3. 野の花
作詞：大田紳一郎
新曲。アルバム発売に先駆けて10月9日から配信予定。
涙をこらえながら空を見上げる女性のそばにいる男性の心情を描いた切ないバラード。
4. 365のダイヤモンド
作詞：徳永暁人
13thシングル。
5. 地球の中で二人っきり
作詞：徳永暁人
3rdアルバム『3』収録曲。
6. いっぱい
作詞：吉本大樹
6thアルバム『THIS LIFE』収録曲。
7. 愛は太陽のように誰にでもふりそそぐ
作詞：大田紳一郎
12thシングル収録曲。アルバム初収録。
8. One Love
作詞：大田紳一郎
8thシングル収録曲。3rdアルバム『3』にも収録されている。
9. 旅立ちの歌
作詞：大田紳一郎
14thシングル。
10. まわり道
作詞：徳永暁人
3rd配信限定シングル。
11. 季節が変わる頃またここで会おう
作詞：大田紳一郎
7thアルバム『RIDE ON』収録曲。
12. ガラスのハイウェイ
作詞：徳永暁人
10thシングル。
13. キャンドル
作詞：大田紳一郎
6thシングル。
14. 手紙
作詞：徳永暁人
4thアルバム『Prime Garden』収録曲。
15. シェリー
作詞：徳永暁人
2ndアルバム『CANDLE』収録曲。
16. 誰よりも近くにいるのに
作詞：徳永暁人
6th配信限定シングル。
17. I wanna know your soul
作詞：大田紳一郎
2ndアルバム『CANDLE』収録曲。
18. ただ君がいるそれだけでいい
作詞：大田紳一郎
9thアルバム『FLY HIGH』収録曲。
19. ひまわり
作詞：徳永暁人
9thアルバム『FLY HIGH』収録曲。